# Aricoris gauchoana
Aricoris gauchoana is een vlindersoort uit de familie van de prachtvlinders (Riodinidae), onderfamilie Riodininae.
Aricoris gauchoana werd in 1910 beschreven door Stichel.